# Asalluhi

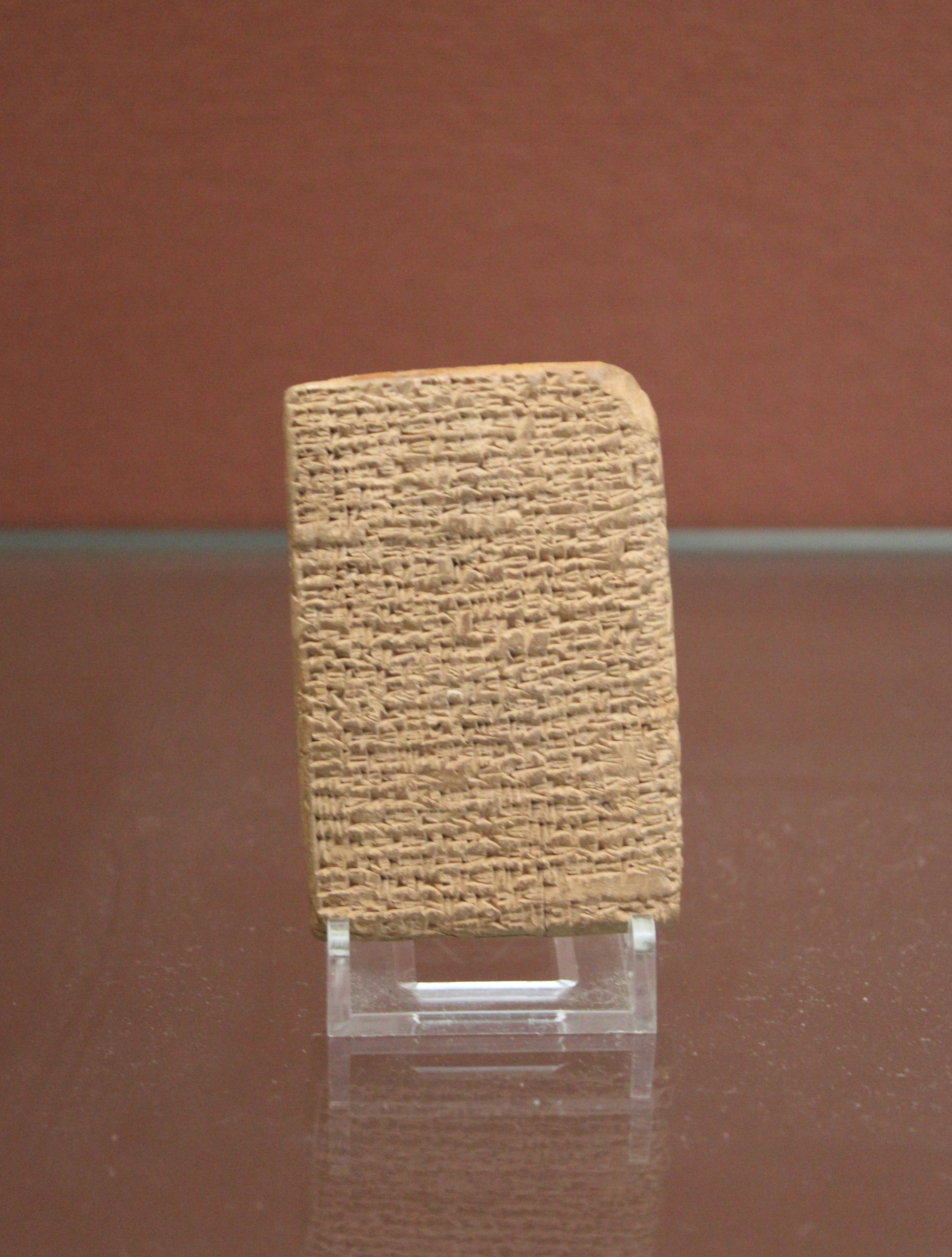
Tablette cunéiforme avec une incantation en sumérien, invoquant Asalluhi contre des démons. Période paléo-babylonienne (v. 2000-1600 av. J.-C.). British Museum.

Asalluhi ou Asarluhi est un ancien dieu de la mythologie mésopotamienne. Syncrétisé au dieu Marduk, il est avec le dieu Ea le patron de l'exorcisme. On faisait appel à eux pour chasser les maux lors des cérémonies d'exorcisme.